# Joram van Klaveren
Joram Jaron van Klaveren (ur. 23 stycznia 1979 w Amsterdamie) – holenderski polityk i samorządowiec, od 2010 do 2017 poseł do Izby Reprezentantów. 

## Biografia
Ukończył religioznawstwo na Wolnym Uniwersytecie w Amsterdamie. 
W latach 2006–2009 piastował stanowisko radnego w radzie miejskiej miasta Almere z ramienia Partii Ludowej na rzecz Wolności i Demokracji (VVD). W 2010 r. uzyskał mandat do holenderskiej Izby Reprezentantów z ramienia Partii Wolności (PVV). Wiosną 2014 r. odszedł z Partii Wolności stając się niezależnym. W maju 2014 r. wraz z Louisem Bontesem i Johanem Driessenem założył ugrupowanie konserwatywne o nazwie VoorNederland („Dla Holandii”), które wzięło udział w wyborach parlamentarnych w 2017 r., jednak nie przekroczyło progu wyborczego. 
Podczas kariery politycznej stał się znany z antyislamskich wypowiedzi – jednakże na początku 2019 r. zaskoczył holenderską opinię publiczną, przyznając w wywiadzie dla dziennika NRC Handelsblad, że w październiku 2018 r. konwertował się na islam w czasie pisania autorskiej książki nt. religii mahometańskiej. We wrześniu 2019 wydał swoją autorska książkę pod tytułem Apostate: From Christianity to Islam in times of secularisation and terror w języku angielskim oraz oryginalnym holenderskim pod nazwą Afvallige: van christendom naar islam in tijden van secularisatie en terreur. Od 2020 piastuje stanowisko prezesa Anthony Janszoon Association.